# هانز هاتيبور
هانز هاتيبور (بالهولندية: Hans Hateboer)‏ (9 يناير 1994 في هولندا - ) هو لاعب كرة قدم هولندي في مركز الظهير. شارك مع منتخب هولندا تحت 19 سنة لكرة القدم ومنتخب هولندا تحت 21 سنة لكرة القدم. أما مع النوادي، فقد لعب مع نادي غرونينغن.

## وصلات خارجية
- هانز هاتيبور على موقع الاتحاد الأوربي (الإنجليزية)
- هانز هاتيبور على موقع قاعدة بيانات كرة القدم.إي يو (الإنجليزية)
- هانز هاتيبور على موقع ليكيب (الفرنسية)
- هانز هاتيبور على موقع ناشيونال فوتبول تيمز (الإنجليزية)
- هانز هاتيبور على موقع Soccerway.com (الإنجليزية)
- هانز هاتيبور على موقع عالم كرة القدم.نت (الإنجليزية)
- هانز هاتيبور على موقع AS.com (الإسبانية)